# Colletotrichum gossypii
Colletotrichum gossypii là một loài nấm gây bệnh cho cây. Loài nấm này gây lở loét ở cây bông gòn. Nó sinh sản vô tính trên cây. Bào tử đính chỉ có một nhân.